# Alsophylax laevis
Espèce
Synonymes
- Alsophylax kashkarovi Andrushko, 1968

Statut de conservation UICN

 CR A2abc : 
En danger critique
Alsophylax laevis est une espèce de geckos de la famille des Gekkonidae.

## Répartition
Cette espèce se rencontre en Iran, en Afghanistan, en Turkménistan et en Ouzbékistan.

## Description
C'est un gecko insectivore, terrestre et nocturne.

## Taxinomie
La sous-espèce Alsophylax laevis tadjikiensis a été élevée au rang d'espèce.
L'espèce Alsophylax kashkarovi a été placée en synonymie avec cette espèce.

## Publication originale
- Nikolsky, 1907 "1905" : Alsophylax laevis sp. nov. (Geckonidarum). Annuaire du Musée Zoologique de l'Académie Impériale des Sciences de Saint-Pétersbourg, vol. 10, p. 333-335.